# HD 193702
HD 193702，又名BD+38 4021，SAO 69856、HR 7784，是一颗恒星，视星等为6.23，位于銀經77.23，銀緯1.69，其B1900.0坐标为赤經20h 16m 37.7s，赤緯+39° 1.69′ 16″。